# ITIL
ITIL (anterior un acronim pentru Information Technology Infrastructure Library) este un set detaliat de practici pentru managementul serviciilor IT (ITSM), care se concentrează pe alinierea serviciilor IT cu nevoile de afaceri. În forma sa actuală (cunoscut sub numele de ITIL 2011), ITIL este publicat ca o serie de cinci volume de bază, fiecare dintre care acoperă o altă etapă a ciclului de viață ITSM . Deși ITIL stă la baza ISO/IEC 20000 (anterior BS 15000), Serviciul Internațional de Management Standard pentru managementul serviciilor IT, există unele diferențe între standardul ISO 20000, TIC Standard de la IFGICT și ITIL.
ITIL descrie procesele, procedurile, sarcinile și liste de verificare, care nu sunt specifice unei organizații sau tehnologii, dar pot fi aplicate de către o organizație pentru realizarea integrării cu strategia organizației, furnizarea de valoare, și menținerea unui nivel minim de competență. Acesta vă permite organizației de a stabili o bază de la care se pot planifica, implementa, și măsura activitățile acesteia. Este folosit pentru a demonstra conformitatea și pentru a evalua procesul de îmbunătățire. Nu există nici formal terț independent de evaluare a conformității disponibile pentru ITIL respectarea într-o organizație. Certificarea ITIL este disponibilă doar pentru persoane fizice și se referă strict la cunoștințele lor.
Începând cu luna iulie 2013, ITIL a fost deținută de AXELOS, un joint-venture între Locuitor și UK Cabinet Office. AXELOS licentiază organizațiilor dreptul de a utiliza proprietatea intelectuală ITIL, acreditează  institute de examinare cu privire la setul de practici ITIL și gestionează actualizările acestui set. Organizațiile care doresc să pună în aplicare ITIL pe plan intern nu au nevoie de această licență.

## Istoric
Ca răspuns la creșterea dependenței de tehnologia informației,   Centrul Informatic și de Telecomunicații (CCTA) al guvernului Regatului Unit al Marii Britanii în 1980 a dezvoltat un set de recomandări. Acesta a observat că, fără existența unui set de practici standard, contractele dintre agențiile guvernamentale și sectorul privat au început, în mod independent, să-și creeze propriile lor seturi de practici de management informatic.